# 長鰭華鯿
長鰭華鯿（學名：Sinibrama longianalis），為輻鰭魚綱鯉形目鲴科華鯿属的其中一種。分布於亞洲中國貴州省吳江流域，體長可達17.2公分，棲息在河川底中層水域，生活習性不明。

## 扩展阅读
維基物種上的相關：長鰭華鯿